# Rebordosa
Rebordosa est une ville portugaise dans la municipalité de Paredes.